# Gi (dwuznak)
Gi – dwuznak występujący w języku włoskim. Jest dwuznakiem występującym przed samogłoskami. Oznacza dźwięk polskiego dż, przed literami a, o, u. W międzynarodowym alfabecie fonetycznym oznaczany znakiem [dʒ].